# トンガの交通

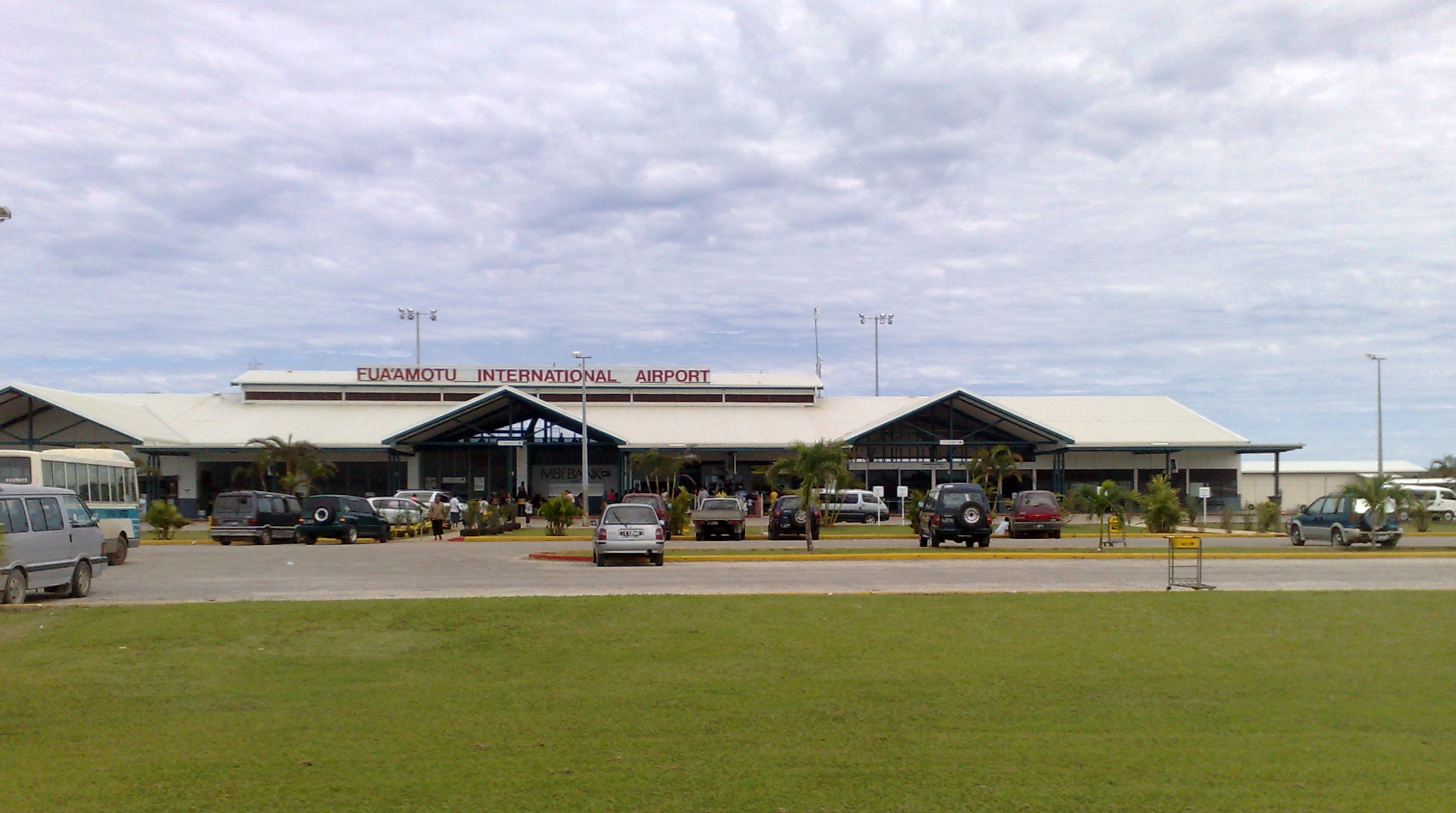
ファアモツ国際空港

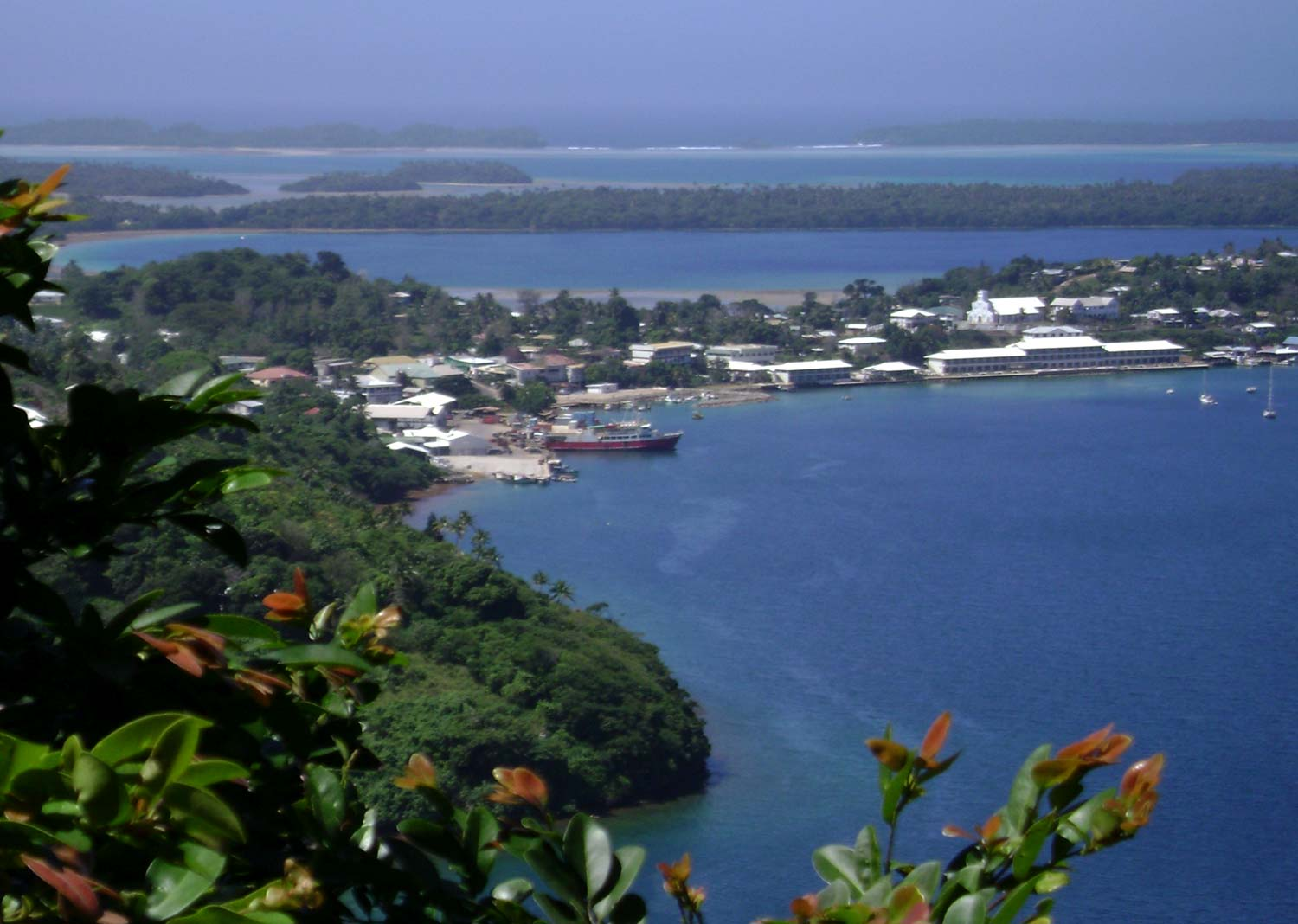
ネイアフ港

トンガの交通（トンガのこうつう）では、トンガの交通システムについて取り上げる。トンガの交通網は道路・海路・空路の3つから成る。

## 陸上交通
幹線道路の総延長は680kmで舗装路は184kmである。

## 海上交通
主要な港湾は3つで、ヌクアロファ、ネイアフ、パンガイが挙げられる。商船は36隻保有されている。船種別では、ばら積み貨物船1、コンテナ船4、一般貨物船14、石油タンカー1、その他16となっている。

## 航空
トンガ国内には、トンガタプ島のファアモツ国際空港やヴァヴァウ諸島のヴァヴァウ国際空港など6つの空港がある。1港の滑走路が舗装済みで、滑走路長は2,438m以上3,048m未満である。未舗装の空港の滑走路長は、1港が1,524m以上2,438m未満、3港が914m以上1,524m未満、1港が914m未満である。
2007年より、トンガの空港は国有企業Tonga Airports Limitedが運営している。トンガの国内便はパウ・ヴァヴァウ航空（Peau Vavaʻu）が運航していたが、同社社屋が焼失し破綻した。2021年現在、国内便はLulutai Airlinesが運行している。